# Marek Jankulovski
Marek Jankulovski (ur. 9 maja 1977 w Ostrawie) – czeski piłkarz pochodzenia macedońskiego występujący na pozycji lewego obrońcy.

## Rodzina
Ojciec Marka – Pando Jankulovski jest Macedończykiem, który opuścił grecką część Macedonii w okresie greckiej wojny domowej (1946–1949) i jako sierota trafił za pośrednictwem Międzynarodowego Czerwonego Krzyża do ówczesnej Czechosłowacji. Matka Marka Jankulovskiego jest Czeszką.

## Kariera klubowa

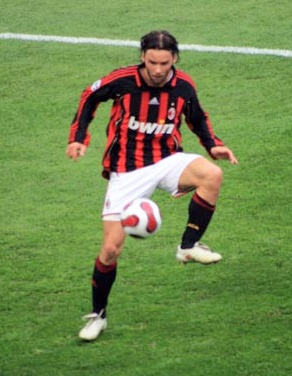
Jankulovski w meczu Milanu z Atalantą (2007)

Marek Jankulovski piłkarską karierę rozpoczynał w czeskim zespole Baník Ostrawa. Grał tam od dziesiątego roku życia, a do kadry pierwszej drużyny został włączony w sezonie 1993/1994. Przez pierwsze trzy sezony Czech wystąpił tylko w dziesięciu ligowych pojedynkach, jednak w kolejnych rozgrywkach była już podstawowym zawodnikiem swojego zespołu. Przez siedem lat spędzonych w Baníku Jankulovski rozegrał 110 meczów, w których piętnaście razy wpisał się na listę strzelców. Następnie przeniósł się do Serie A, gdzie przez dwa sezony reprezentował barwy SSC Napoli. Dzięki dobrej grze, latem 2002 roku Jankulovski trafił do Udinese Calcio. Dla ekipy „Bianconerich” zaliczył 91 występów i zdobył szesnaście bramek. Chęć pozyskania Czecha wyraziło kilka innych klubów, między innymi A.C. Milan, do którego Marek trafił w maju 2005 roku za osiem milionów euro. Razem z zespołem „Rossonerich” Jankulovski w 2007 roku triumfował w rozgrywkach Ligi Mistrzów, Superpucharu Europy oraz Klubowych Mistrzostw Świata. Po wygaśnięciu umowy z Milanem zdecydował się zakończyć karierę, ale później zmienił decyzję i podpisał roczny kontrakt z Banikiem Ostrawa. W pierwszym meczu po powrocie do ojczyzny doznał urazu już po ośmiu minutach gry, w wyniku czego musiał definitywnie zakończyć karierę.

## Kariera reprezentacyjna
W reprezentacji Czech Jankulovski zadebiutował 8 lutego 2000 roku w wygranym 2:1 meczu przeciwko Meksyku w ramach turnieju Carlsberg Cup. Pierwszego gola w kadrze strzelił 1 września 2001 roku w przegranym 1:3 pojedynku z Islandią. Razem z drużyną narodową wychowanek Baníka Ostrawa wystąpił między innymi na Euro 2000, Euro 2004, Mistrzostwach Świata 2006 oraz Euro 2008.

## Sukcesy
- Liga Mistrzów: 1
  - 2007
- Superpuchar Europy: 1
  - 2007
- Klubowe Mistrzostwo Świata: 1
  - 2007
- Mistrzostwo Włoch: 1
  - 2011